# Interfaz Ficticia del Superordenador de Code Lyoko
Interfaces Ficticias Simuladas de Código Lyoko, más conocido como IFSCL y anteriormente como Interfaz Flash/Ficticia del Superordenador de Code Lyoko, es una interfaz descargable que recrea el mundo de Code Lyoko desde la perspectiva de Jeremie Belpois. Actualmente se encuentra disponible la versión 4.7.X en español.

## Características
La IFSCL se caracteriza por su interfaz, muy parecida a la que se ve en la serie de animación Code Lyoko. Utilizaba comandos tales como “procesoX(comando_para_tal_proceso)” hasta la versión 2.6.2. A partir de esta versión, utiliza comandos más cómodos y sencillos de utilizar como “proceso” simplemente, y una vez abierto el proceso “subcomando”, “parámetro.subcomando”, “subcomando.parámetro1.parámetro2”, por ejemplo. Tiene un estilo de lucha de clickado estilo aventura gráfica. Ha ido evolucionando por versiones.

## Versiones
La primera versión de la IFSCL salió como Alpha el 13 de abril del 2010. A partir de ahí salieron las versiones:
- Alpha (13 de abril del 2010) Nace la Interfaz Flash del Superordenador de Code Lyoko.
- 1.0.0 (18 de abril del 2010)
- 1.2.0 (Número anunciado para la versión 1.0.0)
- 1.2.5 (19 de abril del 2010)
- 1.2.6 y 1.2.9 (Versiones que substituyeron rápidamente a la 1.2.5)
- 1.3.0 (23 de abril del 2010)
- 1.3.4 (6 de mayo del 2010)
- 1.3.5 (Número anunciado para la versión 1.3.4)
- 1.3.9 (2 de julio del 2010)
- 1.4.0 (Número anunciado para la versión 1.3.9)
- 1.5.0 (13 de noviembre del 2010)
- 1.5.2 (22 de diciembre del 2010)
- 1.5.7 (24 de enero del 2011)
- 1.6.1 (25 de febrero del 2011)
- 1.6.4 (13 de abril del 2011) Primer aniversario de la Interfaz Flash del Superordenador de Code Lyoko.
- 1.8.0 (15 de julio del 2011)
- 1.8.1 (14 de septiembre del 2011)
- 1.8.8 (25 de diciembre del 2011)
- 1.9.0 (5 de enero del 2012)
- 2.0.0 (13 de abril del 2012) Segundo aniversario de la Interfaz Flash del Superordenador de Code Lyoko.
- 2.0.5 (20 de septiembre del 2012)
- 2.1.5 (24 de febrero del 2013)
- 2.2.6 (13 de abril del 2013) Tercer aniversario de la Interfaz Flash del Superordenador de Code Lyoko.
- 2.2.9 (20 de abril del 2013)
- 2.4.2 (1 de junio del 2013)
- 2.4.8 (30 de junio del 2013)
- 2.6.2 (8 de agosto del 2014) 1ª versión posterior al cuarto aniversario de la Interfaz Flash del Superordenador de Code Lyoko.
- 3.0.0.c (9 de agosto del 2015) 1ª versión posterior al quinto aniversario de la Interfaz Ficticia del Superordenador de Code Lyoko.
- 3.0.1 (16 de septiembre del 2015)
- 3.1.3 (23 de diciembre del 2015)

- 3.1.3.c (18 de enero del 2016) Correctora de la versión 3.1.3.

- 3.2.3 (28 de mayo del 2016) 1ª versión posterior al sexto aniversario de la Interfaz Ficticia del Superordenador de Code Lyoko.

- 3.2.3.b (3 de junio del 2016) Correctora de la versión 3.2.3.
- 3.2.3.b2 (10 de junio del 2016) Correctora de la versión 3.2.3.b.
- 3.2.3.b3 (11 de junio del 2016) Correctora de la versión 3.2.3.b2.
- 3.2.3.b4 (12 de junio del 2016) Correctora de la versión 3.2.3.b3
- 3.2.3.c (12 de junio del 2016) Correctora de la versión 3.2.3.b4.
- 3.3.0.d (20 de diciembre del 2016)
- 3.4.0 (19 de julio del 2017)
- 3.4.2 (1 de septiembre del 2017)
- 3.5.0 (8 de diciembre del 2017)
- 3.6.X (Varias versiones desde el 29 de abril del 2018 hasta el 24 de enero del 2019)  A partir de esta versión, se cambian las aplicaciones individuales por una que va actualizando la versión del juego
- 3.8.X (3 de febrero del 2019)

La versión 3.8.X es la más avanzada por el momento, con grandes implementaciones como el Skidbladnir, el Mar Digital o las Replikas. A continuación se está trabajando en pequeñas adiciones a la última versión y la versión 4.0.X que incluirá como novedades mayores como la inclusión del primer capítulo del modo historia. Además, el creador del juego ya ha comenzado a preparar la implementación de ciertos aspectos de versiones futuras como una misteriosa vuelta al pasado azul de la que no ha dado más información que la que se pudo visualizar en el tráiler de la versión 3.5.0.
Además desde la versión 2.0.5, el creador incluye un programa secreto llamado “Immu’s room”, el cual se activa con un código especial y secreto que el creador revela poco antes del lanzamiento de la siguiente versión. En este programa podemos ver imágenes gráficas sobre la siguiente versión.

## Motores de programación
- La IFSCL funcionaba en Adobe Flash Player desde la versión ALPHA hasta la 1.3.9.
- La IFSCL funcionaba en Adobe Air desde la versión 1.5.0 hasta la versión 2.4.8 y por lo tanto necesitaba que este programa estuviera instalado en el ordenador del jugador para funcionar.
- La IFSCL funcionaba en Unity por la emulación desde Adobe Flash Player vía Autodesk Scaleform en la versión 2.6.2.
- Y finalmente, la IFSCL funciona en Unity al 100% desde la versión 3.0.0.c, aunque ahora la sigla “F” no se refiere a “Flash”, puesto que Unity no funciona en Flash. Desde la IFSCL 3.0.0c en adelante la “F” será “Ficticia”, lo que deja el nombre completo en “Interfaz Ficticia del Superordenador de Code Lyoko”.
- La planificación de IFSCL es acabar el juego en Unity.
- El readme se creaba hasta la versión 3.0.0.c con Adobe Acrobat y por lo tanto necesitaba que este programa o su equivalente gratuito Adobe Reader estuvieran instalados en el ordenador del jugador para poder visualizar este documento de ayuda. Sin embargo, a partir de la versión 3.0.1, el readme se encuentra integrado en el juego y no hace falta ningún programa externo para abrirlo. Por lo tanto a partir de la versión 3.0.1 el juego es al 100% independiente, lo que significa que con realizar la instalación del juego en sí se pueden acceder a todas las funciones del mismo.